# Adelajda Akwitańska
Adelajda Akwitańska (ur. 952, zm. 1004) córka Wilhelma III, księcia Akwitanii i Adeli z Normandii, córki księcia Normandii Rollona.

## Małżeństwo i potomstwo
Jej małżeństwo, zawarte w 969 roku, z Hugonem Kapetem było potwierdzeniem układu podpisanego między jej ojcem a księciem Franków. Po wyborze Hugona Kapeta na króla, w 987 roku, została wraz z nim koronowana na królową Francji.
Ich dziećmi byli:
- Jadwiga (969 – po 1013) – żona Reginalda IV, hrabiego Hainaut
- Gizela (970–1002) – żona Hugona, hrabiego Ponthieu
- Robert II Pobożny (972–1031) – przyszły król Francji, koronowany na współwładcę w 987, samodzielnie od 996

Miejsce jej spoczynku jest nieznane.

## Przodkowie
| 4. Ebalus Bękart  |  |                           |  |  |                        |
|                   |  | 2. Wilhelm III Jasnowłosy |  |  |                        |
| 5. Emilienna      |  |                           |  |  |                        |
|                   |  |                           |  |  | 1. Adelajda Akwitańska |
| 6. Rolf           |  |                           |  |  |                        |
|                   |  | 3. Adela z Normandii      |  |  |                        |
| 7. Poppa z Bayeux |  |                           |  |  |                        |
|                   |  |                           |  |  |                        |